# Романовка (Глобинский район)
Романовка (укр. Романівка) — село,
Зубаневский сельский совет,
Глобинский район,
Полтавская область,
Украина.
Код КОАТУУ — 5320683202. Население по переписи 2001 года составляло 421 человек.
после 1945 присоеденён хутор Селище (36 верст от Хорола по списку населенных мест Полтавской губернии 1912 год)
Село указано на подробной карте Российской Империи и близлежащих заграничных владений 1816 года как хутор Романовский

## Географическое положение
Село Романовка находится на правом берегу реки Хорол,
выше по течению на расстоянии в 1,5 км расположено село Зубани,
ниже по течению на расстоянии в 3 км расположено село Турбаи,
на противоположном берегу — село Иваново Селище.
Вокруг села много ирригационных каналов.

## Экономика
- Молочно-товарная ферма.

## Объекты социальной сферы
- Школа.
- Дом культуры.